# Катеринівська сільська рада (Лебединський район)
Катери́нівська сільська́ ра́да — колишній орган місцевого самоврядування в Лебединському районі Сумської області. Адміністративний центр — село Катеринівка.

## Загальні відомості
- Населення ради: 802 особи (станом на 2001 рік)

## Населені пункти
Сільській раді були підпорядковані населені пункти:
- с. Катеринівка
- с. Великі Луки
- с. Грунь
- с. Степове
- с. Олексіївка

### Колишні населені пункти
- с. Верхнє

## Склад ради
Рада складалася з 12 депутатів та голови.
- Голова ради: Кириченко Тетяна Іванівна
- Секретар ради: Капустян Лариса Іванівна

### Керівний склад попередніх скликань
| Прізвище, ім'я, по батькові | Основні відомості                                                                      | Дата обрання | Дата звільнення |
| --------------------------- | -------------------------------------------------------------------------------------- | ------------ | --------------- |
| Кириченко Тетяна Іванівна   | Сільський голова, 1975 року народження, освіта вища, позапартійна                      | 26.03.2006   | 31.10.2010      |
| Кириченко Тетяна Іванівна   | Сільський голова, 1975 року народження, освіта вища, член Комуністичної партії України | 31.10.2010   |                 |

Примітка: таблиця складена за даними сайту Верховної Ради України